# Покровский собор (Чугуев)
Покро́вский собо́р — приходской православный храм в городе Чугуеве Харьковской области. Входит в состав Чугуевского благочиния Изюмской епархии Украинской православной церкви (Московского патриархата).
Построен на центральной площади города в 1826—1834 годах в стиле русский классицизм как главный храм чугуевских военных поселений Российской империи. В 1872 году к собору пристроена колокольня и тёплая церковь. С 1918 по 1964 год здание храма постепенно разрушалось, после некоторых реставрационных работ 1965—1970 годов в здании собора с 1984 года по 2010 год:24 работала картинная галерея «Лауреаты премии И. Е. Репина». С 2003 года в храме возобновлены богослужения. С 2009 года принадлежал Харьковской епархии, а с 2012 года — Изюмской епархии.

## История

### Сооружение
План застройки центра Чугуева формировался землемерами Межевой комиссии, основанной в округах 2-й уланской (1817) и 2-й кирасирской дивизий (1824), а затем утверждался специальной архитектурной комиссией в Санкт-Петербурге, а также начальником военных поселений Алексеем Аракчеевым:140.
Строительство собора происходило с 1826 года по 1834 год на месте разобранной в 1824 году деревянной церкви. Освящение построенного собора произошло 30 ноября 1834 года. Колокольня достраивалась позже, вероятно, до второй половины 1830-х годов, поскольку на карте Статистического атласа 1838 года она была обозначена как сооружение, возведение которого ещё продолжается:140.
Среди исследователей нет однозначного мнения насчёт того, кто являлся основным архитектором собора. Чаще всего им определяется Василий Стасов, который строил постройки в Харьковской губернии. При этом доктор архитектуры Владимир Пилявский, изучавший творчество архитектора Стасова, отвергал это предположение. Однако, даже если Стасов либо другой столичный архитектор был автором чертежей собора, практическая реализация строительства осуществлялась местными зодчими. В частности, считается, что завершением возведения Покровского собора руководил корпусный инженер К. Детлов. Русский историк архитектуры Георгий Лукомский считает, что надзор за строительством собора мог также вести Никуатов:140. Директор Чугуевского мемориального музея И. Е. Репина Галина Андрусенко пишет, что сохранился чертёж колокольни, подписанный военным инженером генерал-майором Гербергом, который в течение 10 лет работал в военных поселениях над осуществлением замыслов Стасова. Также она называет имена чугуевских архитекторов: Торопова, а затем Смоликова, ушедшего в отставку по болезни, и на завершающем этапе строительства в 1832—1834 годах — Шрейдера. Шрейдер выполнял чертежи отдельных элементов здания: карниза, завершения колокольни — по точным правилам архитектуры для дорического ордера.
Здание строили солдаты 7-го военно-рабочего батальона, Шрейдер тоже состоял в этом батальоне. Андрусенко пишет, что сохранились имена многих мастеров: Лука Репкин («лучший каменщик»), Антон Григорьев (лепщик). Мастеровой военно-рабочего батальона Григорий Акульцын изготовил крест и шар, Кондратий Никифоров проводил позолоту купола.
Собор дважды перестраивался на средства прихожан в 1872 и 1896 году с целью расширения внутреннего пространства. В 1872 году была выстроена тёплая церковь, соединившая собор с колокольней. Из красного кирпича 26х12,5х5 см были выложены стены шириной 1,11 м, под частью сооружения был оборудован каменный подвал, имевший кирпичные крестовые своды:141.

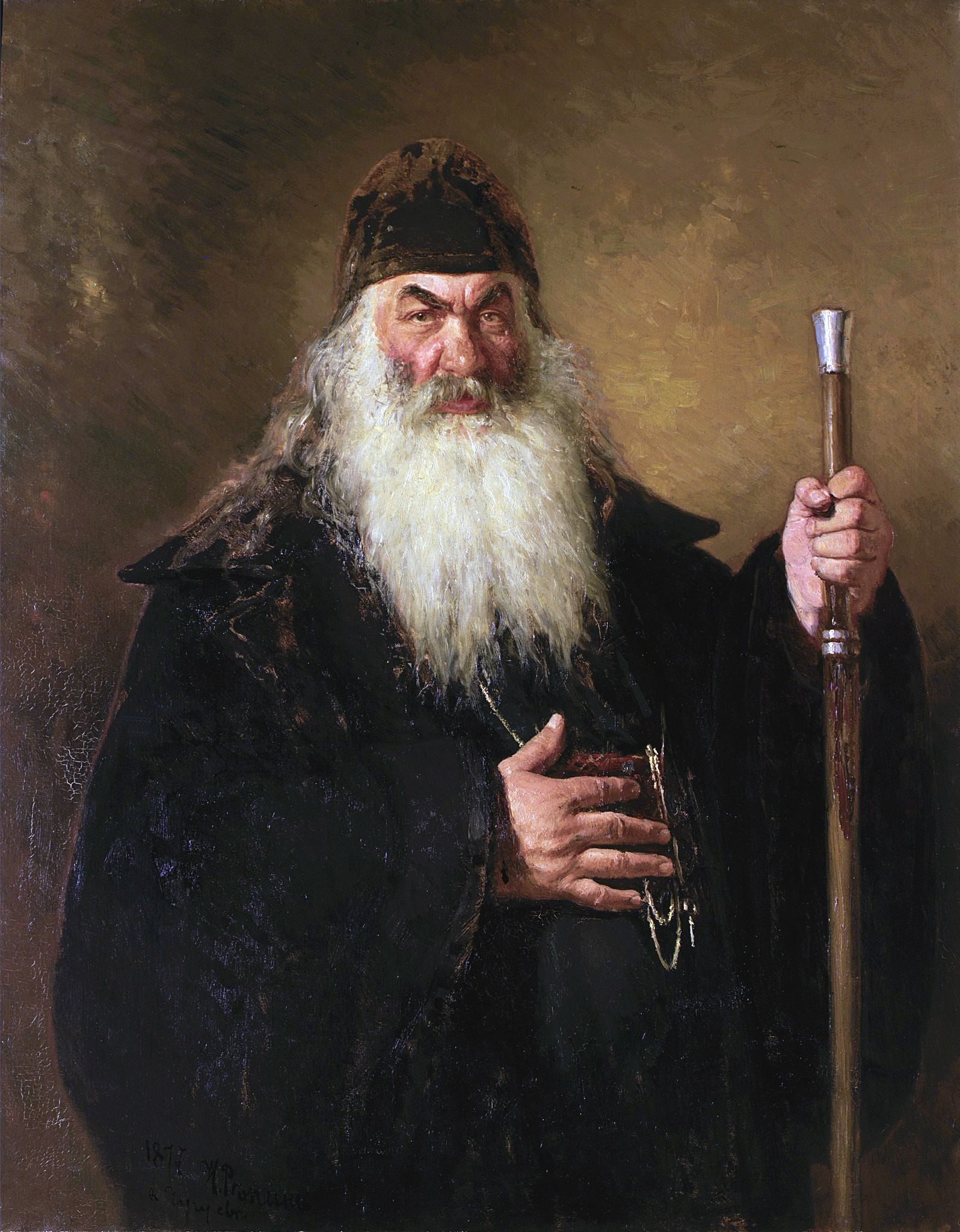
Картина И. Репина «Протодиакон», написанная со священника Покровского собора И. Уланова

Протодиакон И. Уланов, служивший в соборе с 1834 года около 40 лет, стал прототипом картины художника Ильи Репина «Протодиакон»:31.

### Советское время

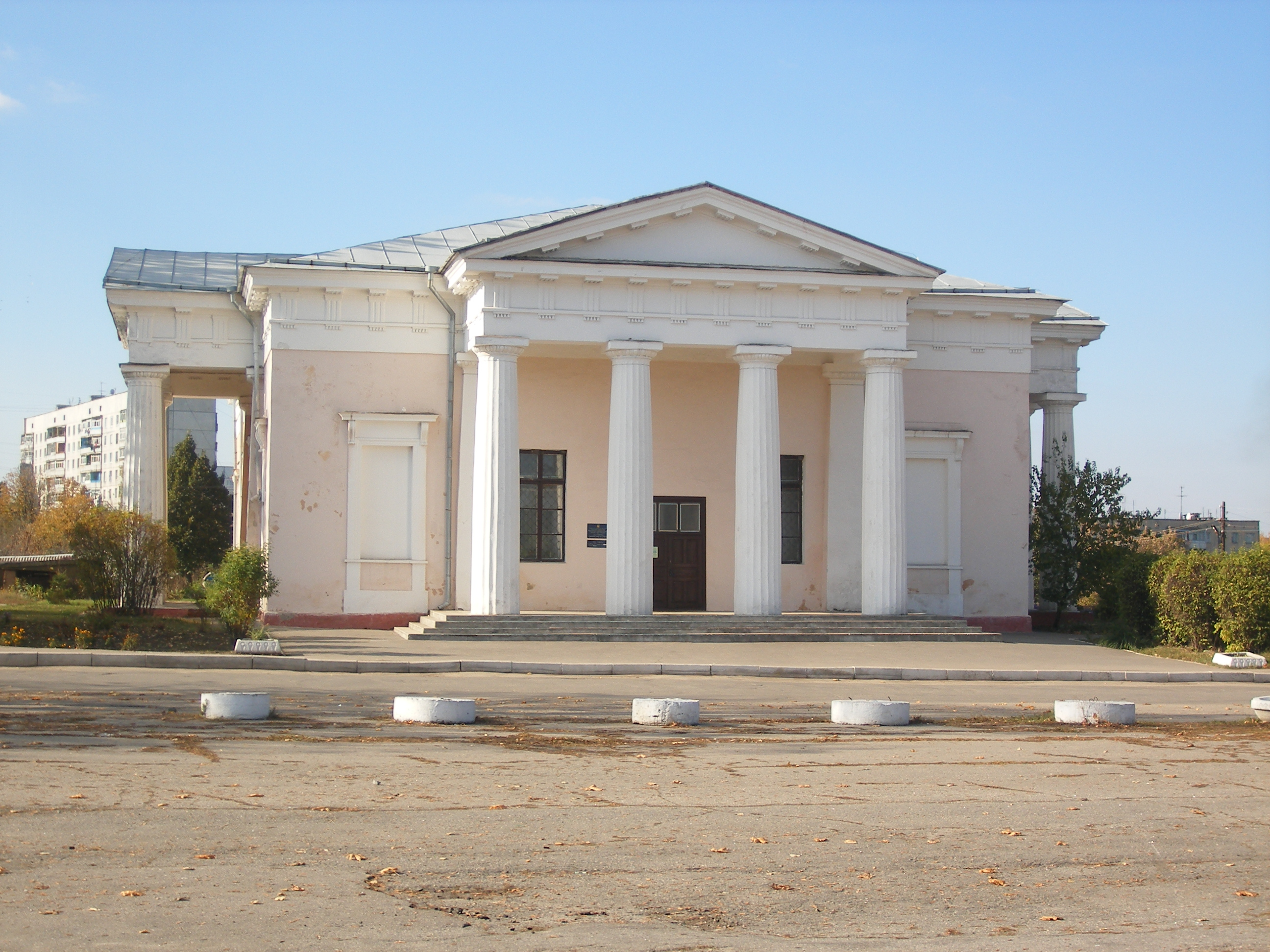
Вид собора в 2008 году

В 1918 году Чугуевский исполком национализировал принадлежавшие Покровскому собору 33 десятины земли, фруктовый сад и три дома по Соборной улице (нынешней улице Кожедуба). Покровский собор был закрыт и осквернён: его здание стали использовать под складские помещения, что постепенно привело к его разрушению и утрате внутреннего убранства:141.
В Великую Отечественную войну оказалась разрушена колокольня собора. В период войны помещение храма использовалось как лагерь для военнопленных, а в 1945—1947 году в нём жили военнопленные немцы, строившие мост через реку Северский Донец:30. Затем длительное время здание не использовалось, а несколько позднее было задействовано под овощехранилище:30.
По состоянию на 1964 год, когда здание собора находилось в распоряжении квартирно-эксплуатационной части чугуевского гарнизона, состояние здания было признано неудовлетворительным. В частности, к этому времени оказался разрушен барабан с куполом и колокольня, пространства между колоннами 4-х колонных портиков дорического ордера были заложены кирпичом, был утрачен располагавшийся по периметру здания карниз, декоративная отделка иконных и дверных отверстий, не сохранились перекрытия, напольная плитка, осыпалась штукатурка. Крыша частично была деревянной, частично покрыта толью. В некоторых местах здания были трещины толщиной 10 см, пронизывающие здание сверху донизу:141.
В 1965 году Черниговские реставрационные мастерские начали реставрационные работы на территории собора, продолжавшиеся до 1972 года:30. Результатом работ стало восстановление южного и северного портиков, а также переоборудование здания под возможность размещения в нём картинной галереи лауреатов премии Ильи Репина (филиала Музея Репина), разделение внутреннего пространства на два этажа, сооружение железобетонного перекрытия, лестниц, подвесных потолков, проведение отделочных работ и проведение коммуникаций:141.
После реставрационных работ до 1984 года в здании собора размещалась строительная организация ПМК-40. В 1984 году здание было передано картинной галерее «Лауреаты премии И. Е. Репина». Галерея функционировала в помещении собора до 2010 года:30.

### После 1991 года

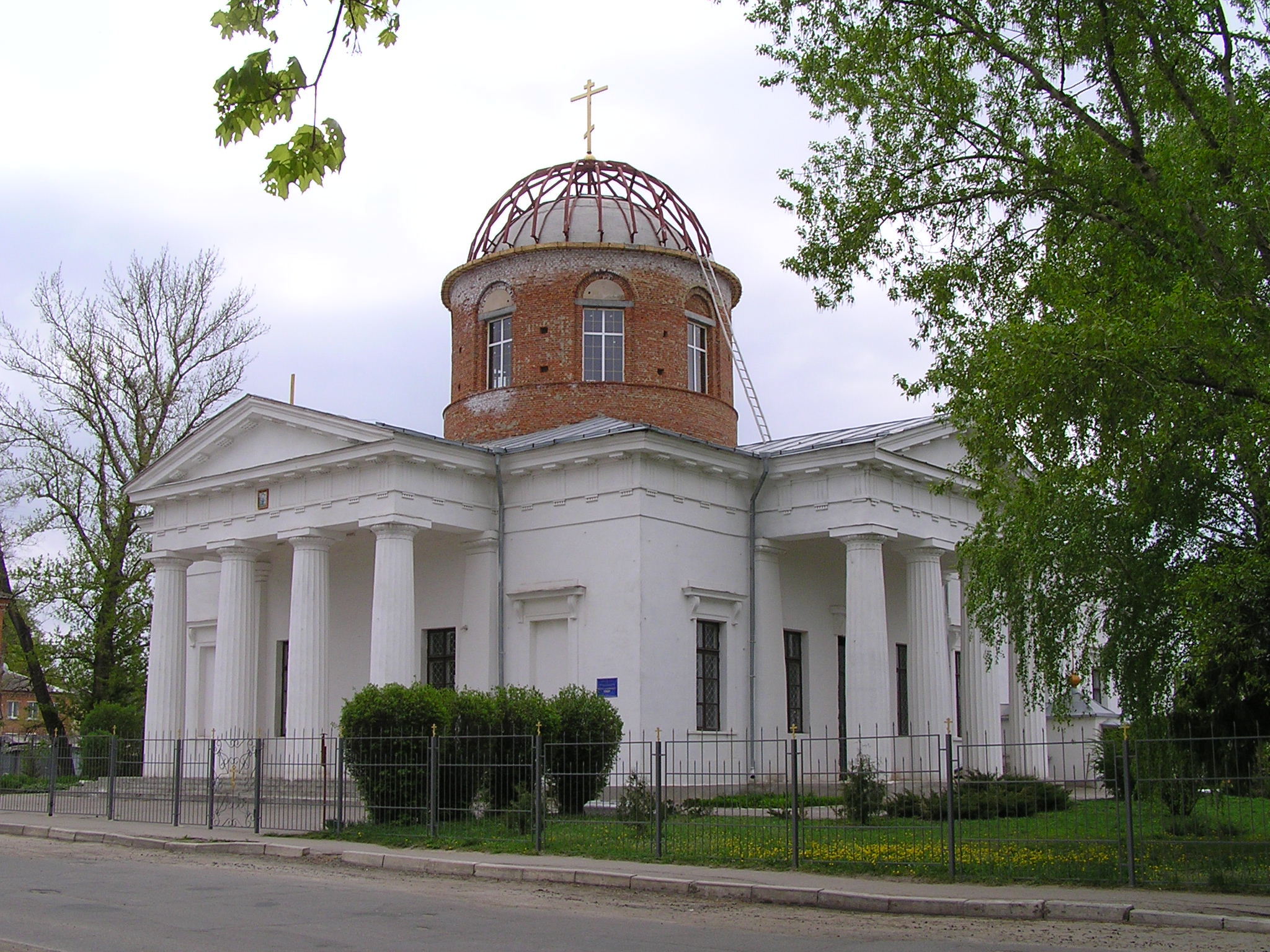
Реставрационные работы по восстановлению купола, 2013 год

В 2003 году распоряжением главы Харьковской областной государственной администрации Евгения Кушнарёва Покровской религиозной общине Чугуева был передан нижний храм Покровского собора.
9 августа 2009 года всё здание Покровского собора было передано Покровской религиозной общине Харьковской епархии. Окончательная передача здания Украинской православной церкви Московского патриархата состоялась в 2010 году, и привела к новому этапу реставрационных работ здания и началу приведения его в первоначальный вид. Был восстановлен барабан и купол собора, частично убраны междуэтажные перекрытия, под керамической плиткой, покрывающей пол, были обнаружены аутентичные плиты из песчаника:141. Ктитором собора является народный депутат Верховной рады Украины Дмитрий Шенцев, под его руководством происходила реконструкция собора.
До 2012 года собор относился к Харьковской епархии УПЦ. С мая 2012 относится к Изюмской епархии. С 2021 года является кафедральным.
В апреле 2020 года был установлен крест на заново отстроенную колокольню собора.

## Оценки
По характеристике кандидата архитектуры, доцента кафедры дизайна и изобразительного искусства Харьковского национального университета городского хозяйства имени А. Н. Бекетова, Елены Ерошкиной, Покровский собор отличается гармоничностью пропорций, безупречной прорисовкой деталей дорического ордера. Храм рассматривается как круглое монументальное сооружение, несмотря на свои небольшие размеры. Автор считает, что, несмотря на стилевую увязку, расширением пространства храма и достройкой колокольни во второй половине XIX века была несколько нарушена цельность и пропорциональный строй архитектуры Покровского собора в Чугуеве:65.

## Композиция
Фасад собора украшают портики из шести колонн с каннелюрами, поддерживающие массивные фронтоны:65 и выполнены в стиле классицизма с использованием дорического ордера:24. Сверху храма размещён высокий барабан со световыми проёмами, которые перекрывает полусферический купол:65.
В первоначальном виде собор представлял собой квадратное сооружение, с западной стороны которого была возведена трёхъярусная колокольня высотой 38,8 м. Храм с колокольней объединяла открытая 16-ти колонная галерея, перестроенная затем в тёплую церковь. Специалисты оценивают художественное совершенство архитектуры собора, заключающееся в классических пропорциях антаблемента с триглифами на фризе, оконных сандриках, каннелюрах, капителях колонн:24.